# مانويل ماريا باز
مانويل ماريا باز (بالإسبانية: Manuel María Paz)‏ هو مصمم ورسام كولومبي، ولد في 6 يوليو 1820 في Almaguer, Cauca ‏ في كولومبيا، وتوفي في 16 سبتمبر 1902 في بوغوتا في كولومبيا.